# Roundnet

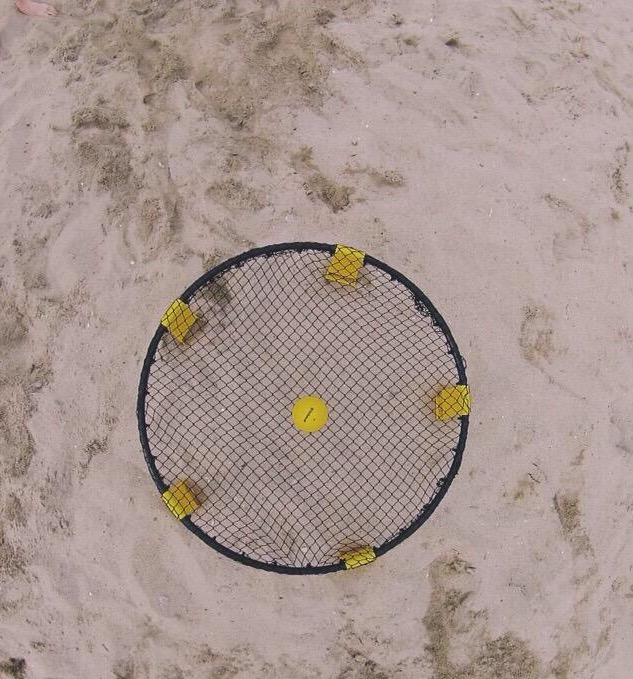
Roundnet-nät med boll.

Roundnet (även kallat spikeball) är en nätsport. Sporten spelas mellan två lag, där det oftast är två spelare i varje lag.
Sporten skapades 1989 av Jeff Knurek, och är inspirerat av volleyboll. Sporten fick nytt liv 2008, då Spikeball Inc. började marknadsföra den.

## Grundläggande regler
I början av varje poäng ställer spelarna upp sig runt ett nät som står på marken. Poängen börjar med att en spelare slår en serve med handen så att bollen träffar nätet och studsar upp mot en motspelare. Därefter turas lagen om att slå bollen ner i nätet tills det att bollen går i marken. Efter serven får varje lag röra bollen tre gånger innan den måste slås ner i nätet igen. Det finns inga planhalvor, båda lagen får röra sig fritt runt nätet så fort serven har slagits.

## Svenska mästerskapen
Svenska mästerskapen i roundnet är ett årligt återkommande svenskt mästerskap som arrangeras av Svenska roundnetförbundet.  Mästerskapen har arrangerats sedan 2020. Mästerskapen har sedan 2021 hållits i tre olika klasser: open, dam och mixed.